# Championnat de France des rallyes 2009
Navigation
Édition précédente Édition suivante

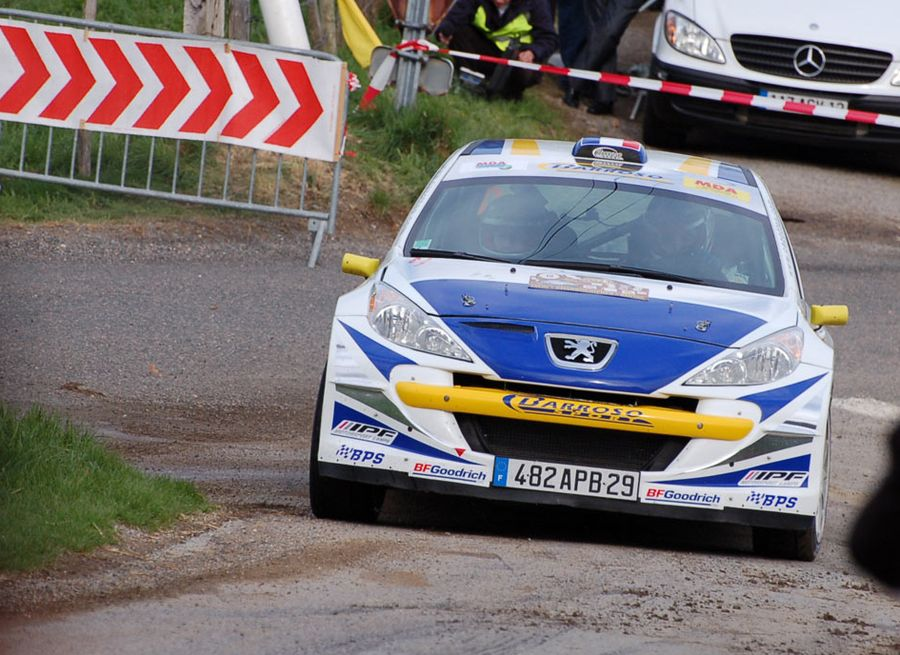
Guillaume Canivenq au Lyon-Charbonnière

La saison 2009 du Championnat de France des rallyes est marqué par la première victoire au général d'une "Super 2000" (au Rallye du Rouergue) et au premier sacre d'une "Super 2000". Il s'agit à chaque fois de Guillaume Canivenq.Âgé de 27 ans, il a décroché son premier titre de Champion de France des rallyes. Pour la première fois de l’histoire, il a donc permis à une auto de la catégorie Super 2000 de s’imposer au plus haut niveau hexagonal. Guillaume Canivenq est également le lauréat du Trophée BF Goodrich. Le Team GPC Motorsport enlève quant à lui la deuxième édition du Championnat de France des Rallyes Teams, face à une concurrence forte de sept équipes engagées.

## Réglementation 2009
voici quelques points principaux de la réglementation 2009 :
- Barème des points :

Ils sont attribués au scratch et à la classe selon le système suivant :
| Place   | 1er | 2e | 3e | 4e | 5e | 6e | 7e | 8e |
| ------- | --- | -- | -- | -- | -- | -- | -- | -- |
| Général | 10  | 8  | 6  | 5  | 4  | 3  | 2  | 1  |
| Classe  | 10  | 8  | 6  | 5  | 4  | 3  | 2  | 1  |

Sur huit manches, seuls les six meilleurs résultats sont retenus. Il faut être inscrit au championnat pour marquer des points. Les points marqués sont ceux correspondant à la place réelle (les pilotes non-inscrits ne sont pas décomptabilisés). Si une classe a moins de trois partants, les points attribués à celle-ci sont divisés par deux.
- Véhicules admis :

Autos conformes à la réglementation technique en cours des groupes A/FA (y compris les WRC, Super 1600, Kit-car et Super 2000), N/FN, R, F2000 et GT de série.
- Parcours

Le kilométrage total chronométré doit être égale à 220km à plus ou moins 10 %. Le nombre de passage dans une épreuve spéciale est limité à trois. Un rallye doit être composé d'au minimum 10 épreuves chronométrées.
- Reconnaissances :

Elles sont limitées à trois passages par épreuves chronométrées.

## Rallyes de la saison 2009
| N° | Dates                   | Rallye                    | Vainqueur              | Copilote         | Voiture           |
| 1  | 18 avril-19 avril       | Rallye Lyon-Charbonnières | Dany Snobeck           | Gilles Mondésir  | Peugeot 307 WRC   |
| 2  | 9 mai-10 mai            | Rallye Alsace-Vosges      | Patrick Henry          | Magali Lombard   | Peugeot 206 WRC   |
| 3  | 30 mai-1er juin         | Rallye du Limousin        | Patrick Henry          | Magali Lombard   | Peugeot 307 WRC   |
| 4  | 11 juillet-12 juillet   | Rallye du Rouergue        | Guillaume Canivenq     | Sébastien Grimal | Peugeot 207 S2000 |
| 5  | 5 septembre-6 septembre | Rallye du Mont-Blanc      | Patrick Henry          | Magali Lombard   | Peugeot 206 WRC   |
| 6  | 10 octobre-11 octobre   | Rallye du Touquet         | Pieter Tsjoen          | Eddy Chevaillier | Ford Focus WRC    |
| 7  | 29 octobre-1er novembre | Critérium des Cévennes    | Jean-François Mourgues | Denis Giraudet   | Peugeot 307 WRC   |
| 8  | 28 novembre-29 novembre | Rallye du Var             | Sébastien Loeb         | Séverine Loeb    | Citroën C4 WRC    |

## Classement du championnat
| Place | Pilote                | Voiture                      | 1   | 2   | 3   | 4   | 5   | 6   | 7   | 8   | Points |
| ----- | --------------------- | ---------------------------- | --- | --- | --- | --- | --- | --- | --- | --- | ------ |
| 1er   | Guillaume Canivenq    | Peugeot 207 S2000            | 4e  | ab  | 2e  | 1er | 4e  | ab  | 2e  | 6e  | 91     |
| 2e    | Patrick Henry         | Peugeot 206 WRC              |     | 1er |     |     | 1er | ab  | 3e  |     | 88     |
| 2e    | Patrick Henry         | Peugeot 307 WRC              |     |     | 1er | ab  |     |     |     | 3e  | 88     |
| 3e    | Emmanuel Guigou       | Renault Clio R3              | 10e | 3e  | 5e  | 4e  | ab  | 6e  | 6e  | 8e  | 77     |
| 4e    | Thomas Barral         | Citroën C2 R2                | 23e | 18e | 9e  | 7e  | ab  | 8e  | 13e | 19e | 61     |
| 5e    | Georges Gonon         | Peugeot 106 S16 Gr N         | 64e |     | 32e | 27e | 28e |     | 33e | 52e | 56     |
| 6e    | Cédric Robert         | Renault Clio R3              |     |     |     | 5e  | 9e  |     |     |     | 52     |
| 6e    | Cédric Robert         | Abarth Grande Punto S2000    |     |     |     |     |     | 3e  | 4e  | 4e  | 52     |
| 7e    | Pierre Roché          | Subaru Impreza WRC           | 5e  | F   | 3e  | ab  | 2e  | ab  | 7e  |     | 50     |
| 8e    | Guillaume Sirot       | Peugeot 206 RC Gr N          | 36e | ab  | 20e | 15e | ab  | 18e | 27e | 38e | 48     |
| 9e    | Jean-Sébastien Vigion | Peugeot 207 S2000            | 2e  | ab  | 4e  | 2e  | ab  |     |     |     | 47     |
| 10e   | Pascal Lescloupe      | Mitsubishi Lancer Evo 8 Gr N | 46e | 15e | 19e | 20e | 20e | ab  |     |     | 40     |

### Autres championnats/coupes sur asphalte
- Trophée BF Goodrich : 
  - 1er Guillaume Canivenq sur Peugeot 207 S2000 avec 54pts
  - 2e  Emmanuel Guigou sur Renault Clio R3 avec 38pts
  - 3e  Cédric Robert sur Renault Clio R3/Abarth Grande Punto S2000 avec 32pts

- Championnat de France Team :
  - 1er GPC Motorsport avec 109pts
  - 2e Barroso-Yacco avec 106pts
  - 3e MSR By GBI.com avec 86pts

- Championnat de France des Rallyes-Copilotes :
  - 1er Sébastien Grimal avec 91pts
  - 2e  Magali Lombard avec 88pts
  - 3e  David Marty avec 77pts

- Suzuki Rallye Cup : 
  - 1er Jérémi Ancian avec 440pts
  - 2e  Jérôme Schmitt avec 380pts
  - 3e  Pierre Campana avec 360pts

- Volant Peugeot 207 : 
  - 1er Cyril Audirac avec 85pts
  - 2e  Germain Bonnefis avec 82pts
  - 3e  Laurent Reuche avec 68pts